# 沃沮

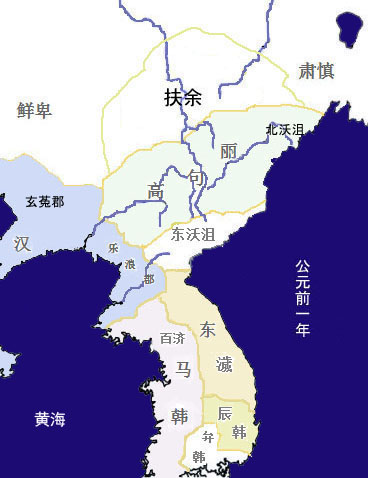
前三国时代

沃沮是公元前2世纪至公元5世纪时朝鲜半岛北部的部落。沃沮分为南北两部。南沃沮也称东沃沮大致位于今朝鲜的咸镜道，北沃沮大致位于图们江流域。南与东濊相邻。据《三国志》记载，南北沃沮习俗相同，语言与高句丽相同。北沃沮经常受到挹娄从海上的进攻。挹娄的语言与高句丽和沃沮不同。据隋书卷81中称新羅國，在高麗東南，居漢時樂浪之地，或稱斯羅。魏將毌丘儉討高麗，破之，奔沃沮。其後復歸故國，留者遂爲新羅焉。故其人雜有華夏、高麗、百濟之屬，兼有沃沮、不耐、韓獩之地。其王本百濟人，自海逃入新羅，遂王其國。
后汉书记载汉武帝灭了卫满朝鮮后，以沃沮地為玄菟郡。後為夷貊所侵，徙郡於高句驪西北，更以沃沮為縣，屬樂浪東部都尉。公元1－2世纪沃沮成为高句丽太祖王藩属。244年，曹魏在与高句丽的战争中击败高句丽后，高句丽东川王曾暂退到北沃沮。
285年扶余王储在遭到北方游牧民族（鮮卑）袭击时也曾逃到沃沮。5世纪初期，高句丽好太王将沃沮完全纳入高句丽版图。
沃沮与东濊同属扶余的分支。语言和习俗与高句丽人相似。他們的地方稱濊地，因為濊人比貊人多很多。

## 沃沮与勿吉
《三国志》卷30：“沃沮……言语与句丽大同”，而“挹娄……言语不与夫余、句丽同。”“挹娄喜乘船寇钞，北沃沮畏之。” 
中国歷史學家、考古學家金毓黻先生主张“靺鞨，当亦为沃沮、勿吉之音转”，认为朝鲜半岛北部的沃沮即勿吉，又分北沃沮（黑水等部）、东沃沮（白山等部），东女真当即古代东沃沮的后裔。此指东女真即曷懒甸女真，为唐以前沃沮的后裔。有人認為沃沮是濊人與肅慎的混血。
在有关女真族起源的说法中，韩国学者李丙焘和日本学者三上次男主张渤海的强制移置说。三上次男以为黑水一带诸部族是渤海武王（大武艺，719-737年在位）末期的被征服人民，以后黑水部被强制移民到渤海南京南海府（朝鲜民主主义人民共和国清津市，一说在咸兴）附近，随着新罗后期国势的衰微，逐渐往南迁移。如此，则在黑水部真移置于渤海南京附近以前，后来曷懒甸女真所据的地区，可说是一片无人地带。后来高丽太祖的开拓地区也是女真尚未占据的无人地带。

## 軼事
而史书中并没有扶余和高句丽有髡发的习俗。

## 资料来源
1. ↑  「沃沮」，繁：，简：，拼音：，南京官话：，切
2. ↑  《三国志》卷30：“其言语与句丽大同，时时小异。”
3. ↑  《三国志》卷30：“其俗南北皆同，与挹娄接。挹娄喜乘船寇钞，北沃沮畏之。”
4. ↑  《三国志》卷30：“言语不与夫余、句丽同。”

## 延伸阅读
[在维基数据编辑]
 《欽定古今圖書集成·方輿彙編·邊裔典·沃沮部》，出自陈梦雷《古今圖書集成》
 《後漢書/卷85》，出自范晔《後漢書》
 《三國志/卷30》，出自陳壽《三國志》